# The Rising
A 2002-es The Rising Bruce Springsteen tizenkettedik nagylemeze. Hét év után ez az első stúdiólemeze, és 18 év után ezen dolgozott együtt először az E Street Band-del. A lemez elsősorban Springsteen reakcióját tartalmazza a 2001. szeptember 11-ei terrortámadásokra.
Az album már megjelenésekor kereskedelmi és kritikai sikereket ért el. A Billboard 200 élére került, az első héten több mint félmilliós példányszámban kelt el. 2003-ban megkapta a legjobb rockalbumnak járó Grammy-díjat, és az év albuma kategóriában is jelölték.
Szerepel az 1001 lemez, amit hallanod kell, mielőtt meghalsz című könyvben.

## Az album dalai
|     | Cím                             | Szerző(k)         | Hossz |
| --- | ------------------------------- | ----------------- | ----- |
| 1.  | Lonesome Day                    | Bruce Springsteen | 4:08  |
| 2.  | Into the Fire                   | Springsteen       | 5:04  |
| 3.  | Waitin' on a Sunny Day          | Springsteen       | 4:18  |
| 4.  | Nothing Man                     | Springsteen       | 4:23  |
| 5.  | Countin' on a Miracle           | Springsteen       | 4:44  |
| 6.  | Empty Sky                       | Springsteen       | 3:34  |
| 7.  | Worlds Apart                    | Springsteen       | 6:07  |
| 8.  | Let's Be Friends (Skin to Skin) | Springsteen       | 4:21  |
| 9.  | Further On (Up the Road)        | Springsteen       | 3:52  |
| 10. | The Fuse                        | Springsteen       | 5:37  |
| 11. | Mary's Place                    | Springsteen       | 6:03  |
| 12. | You're Missing                  | Springsteen       | 5:10  |
| 13. | The Rising                      | Springsteen       | 4:50  |
| 14. | Paradise                        | Springsteen       | 5:39  |
| 15. | My City of Ruins                | Springsteen       | 5:00  |

## Közreműködők

### E Street Band
- Bruce Springsteen – szólógitár, ének, akusztikus gitár, baritongitár, szájharmonika
- Roy Bittan – billentyűk, zongora, mellotron, Kurzweil, orgona, Korg M1, Crumar szintetizátor
- Clarence Clemons – szaxofon, háttérvokál
- Danny Federici – Hammond B3, Vox Continental, Farfisa
- Nils Lofgren – elektromos gitár, dobro gitár, slide gitár, bendzsó, háttérvokál
- Patti Scialfa – ének
- Garry Tallent – basszusgitár
- Steven Van Zandt – elektromos gitár, háttérvokál, mandolin
- Max Weinberg – dob

### További zenészek
- Soozie Tyrell – hegedű, háttérvokál
- Brendan O'Brien – tekerőlant, glockenspiel, harangok
- Larry Lemaster – cselló
- Jere Flint – cselló
- Jane Scarpantoni – cselló
- Nashville String Machine
- Asuf Ali Khan and group
- Alliance Singers
- The Miami Horns

## Fordítás
Ez a szócikk részben vagy egészben a The Rising (album) című angol Wikipédia-szócikk ezen változatának fordításán alapul.  Az eredeti cikk szerkesztőit annak laptörténete sorolja fel. Ez a jelzés csupán a megfogalmazás eredetét és a szerzői jogokat jelzi, nem szolgál a cikkben szereplő információk forrásmegjelöléseként.